# Kokorowé
Kokorowé, également orthographié Koukoroué, est une commune rurale du département de Bobo-Dioulasso de la province du Houet dans la région des Hauts-Bassins au Burkina Faso.

## Géographie
Kokorowé est située dans le 7e arrondissement du département de Bobo-Dioulasso, à 15 km du centre de Bobo-Dioulasso à 5 km de Koumi et de la route nationale 8.

## Éducation et santé
Les centres de soins les plus proches de Kokorowé sont les centres de santé et de promotion sociale (CSPS) de Nasso et de Koumi, ainsi que les hôpitaux de Bobo-Dioulasso.
Jouxtant le territoire communal se trouve le Grand séminaire Saint-Pierre-Claver de Koumi.

## Culture
La commune héberge la partie dite « La Guinguette » de la forêt classée de Kou.